# Viva! Moda
Viva! Moda – kwartalnik poświęcony modzie wydawany przez Edipresse Polska od 2000 roku. Początkowo magazyn był katalogiem ze zdjęciami i kroniką pokazów mody. Obecnie jego treść wzbogacona jest o przeglądy najnowszych trendów, wywiady z gwiazdami i sesje zdjęciowe. Redaktor naczelną magazynu jest Katarzyna Przybyszewska.